# Acrotylus
Acrotylus es un género de saltamontes perteneciente a la subfamilia Oedipodinae de la familia Acrididae, y está asignado a la tribu Acrotylini. Este género se distribuye en África, el sur de Europa, Asia (Turquía, Medio Oriente, India, Vietnam) y el sudeste de Australia.

## Especies
Las siguientes especies pertenecen al género Acrotylus:
- Acrotylus aberrans Bruner, 1910
- Acrotylus angulatus Stål, 1876
- Acrotylus apricarius Stål, 1873
- Acrotylus azureus Uvarov, 1929
- Acrotylus bilobatus Miller, 1932
- Acrotylus blondeli Saussure, 1884
- Acrotylus cabaceira Brancsik, 1893
- Acrotylus capitatus (Kirby, 1902)
- Acrotylus concinnus (Serville, 1838)
- Acrotylus crassiceps Uvarov, 1953
- Acrotylus crassus Saussure, 1884
- Acrotylus daveyi Mason, 1959
- Acrotylus deustus (Thunberg, 1815)
- Acrotylus diana Karny, 1910
- Acrotylus elgonensis Sjöstedt, 1933
- Acrotylus errabundus Finot, 1893
- Acrotylus fischeri Azam, 1901
- Acrotylus flavescens Stål, 1873
- Acrotylus fulgens Uvarov, 1953
- Acrotylus furcifer Saussure, 1888
- Acrotylus gracilis La Greca, 1991
- Acrotylus hirtus Dirsh, 1956
- Acrotylus hottentotus Saussure, 1884
- Acrotylus humbertianus Saussure, 1884
- Acrotylus incarnatus Krauss, 1907
- Acrotylus innotatus Uvarov, 1933
- Acrotylus inornatus Kuthy, 1905
- Acrotylus insubricus (Scopoli, 1786)
- Acrotylus johnstoni (Kirby, 1902)
- Acrotylus junodi Schulthess, 1899
- Acrotylus kirbyi Froggatt, 1903
- Acrotylus knipperi Kevan, 1961
- Acrotylus longipes (Charpentier, 1845)
- Acrotylus meruensis Sjöstedt, 1932
- Acrotylus mossambicus Brancsik, 1893
- Acrotylus multispinosus Brancsik, 1893
- Acrotylus ndoloi Kevan, 1956
- Acrotylus nigripennis Uvarov, 1922
- Acrotylus ocellatus Brancsik, 1893
- Acrotylus patruelis (Herrich-Schäffer, 1838)
- Acrotylus ponomarenkoi Storozhenko, 1992
- Acrotylus somaliensis Johnsen & Schmidt, 1982
- Acrotylus trifasciatus Kevan, 1961
- Acrotylus trigrammus Bolívar, 1912